# HD 88907
HD 88907，又名CP-61 1517，SAO 250875、HR 4022，是一颗恒星，视星等为6.41，位于銀經285.3，銀緯-4.33，其B1900.0坐标为赤經10h 10m 5.6s，赤緯-61° -4.33′ 47″。